# اکبر منصور فلاح
اکبر منصور فلاح (زادهٔ ۱۳۴۰)، بازیگر، کارگردان سینما و تلویزیون اهل ایران است.

## زندگی
از اواخر دوران ابتدایی بازی در تئاتر را شروع کرده است وی بازیگر اولین تئاتر تلویزیونی بعد از انقلاب به نام «حصار در حصار» به کارگردانی محمدرضا هنرمند است
آخرین کار منصور فلاح تله فیلم آماده پخش به نام «توهم» است.

## فیلم‌شناسی

### سینمایی
| سال تولید | عنوان           | سمت                         | توضیحات    |
| --------- | --------------- | --------------------------- | ---------- |
| ۱۳۹۶      | پسرهای ترشیده   | نویسنده و کارگردان          | تله فیلم   |
| ۱۳۹۱      | جعل             | کارگردان                    | شبکه آموزش |
| ۱۳۸۷      | توهم            | نوسینده و کارگردان          | تله فیلم   |
| ۱۳۸۰      | نغمه            | برنامه‌ریز و دستیار کارگردان |            |
| ۱۳۷۸      | چشم‌هایش         | دستیار تدوین                |            |
| ۱۳۷۶      | خلبان           | دستیار اول کارگردان         |            |
| ۱۳۷۲      | پاییز بلند      | دستیار کارگردان             |            |
| ۱۳۷۱      | یک مرد یک خرس   | برنامه‌ریز                   |            |
| ۱۳۷۱      | پیشانی‌سفید      | کارگردان                    |            |
| ۱۳۶۹      | تعقیب سایه‌ها    | دستیار کارگردان             |            |
| ۱۳۶۸      | شنا در زمستان   | منشی صحنه                   |            |
| ۱۳۶۷      | گنبد نور        | دستیار کارگردان             |            |
| ۱۳۶۶      | بحران           | منشی صحنه و بازیگر          |            |
| ۱۳۶۶      | هراس            | منشی صحنه و بازیگر          |            |
| ۱۳۶۴      | بلمی به‌سوی ساحل | بازیگر و طراح چهره پردازی   |            |
| ۱۳۶۳      | عقود            | بازیگر                      |            |

### تلویزیونی
از جمله سریال‌های تلویزیونی که اکبر منصور فلاح کارگردانی کرده است به موارد زیر می‌توان اشاره نمود:
1. آژانس دوستی (۱۳۷۸)
2. فقط به خاطر تو (۱۳۸۲)
3. آقای گرفتار (۱۳۸۴) سری دوم
4. برای آخرین بار (۱۳۸۴)
5. به خاطر من (۱۳۸۵)
6. نشانی لاله‌ها (۱۳۸۶)
7. ضربان منفی (۱۳۸۶)
8. کودک و فرشته (۱۳۸۷)
9. اینجا خانه من است (۱۳۹۷)